# Tetraiodeto de difósforo
Tetraiodeto de difósforo, P2I4, é um sólido cristalino alaranjado, é um versátil agente redutor. para o H3PO4) e de +108 ppm em CS2. O fósforo possui um raro estado de oxidação de +2 neste composto.

## Síntese
Tetraiodeto de difósforo é facilmente produzido pela dismutação do triiodeto de fósforo em éter anidro:
2PI3 → P2I4 + I2
Pode também ser obtido reagindo tricloreto de fósforo e iodeto de potássio em condições anidras.

## Reações
P2I4 reage com o bromo para formar uma mistura de PI3, PBr3, PBr2I e PBrI2.

## Aplicações
Tetraiodeto de difósforo é usado em química orgânica para converter ácidos carboxílicos em nitrilas, para desproteger acetais e cetais em aldeídos e cetonas, e para converter epóxidos em alcenos e aldoximas em nitrilas. Pode ainda ciclizar 2-aminoálcoois para formar aziridinas e para converter ácidos carboxílicos α,β-insaturados em brometos α,β-insaturados.
Na reação de Kuhn–Winterstein o tetraiodeto de difósforo é usado na conversão de glicóis em alcenos.